# Flächenpool
Der Flächenpool ist im Naturschutzrecht eine Ansammlung aus Ausgleichs- und Ersatzflächen, dessen Flächen jedoch noch keinem Eingriff zugeordnet wurden. Dabei besteht an den Flächen jedoch ein Eigentumsrecht oder ein dinglich gesichertes Verfügungsrecht. Konkreter sollte der Flächenpool daher als Ausgleichsflächenpool, Kompensationsflächenpool oder Maßnahmenfläche bezeichnet werden. In der Regel werden die Flächen nicht verändert, sondern in ihrer bisherigen Nutzung durch Verpachtung weitergeführt. Im Unterschied dazu wird beim Ökokonto bereits im Voraus eine Ausgleichs- oder Ersatzmaßnahme getätigt.